# 福田雅章
福田 雅章（ふくだ まさあき、1938年7月22日 - ）は、日本の法学者、弁護士。専門は犯罪学、刑事政策。一橋大学名誉教授。
一橋大学法学部教授、カリフォルニア大学バークレー校客員教授、子どもの権利に関する国連特別総会日本政府代表団顧問等を歴任。

## 人物
安楽死、受刑者問題、死刑、少年法、治安政策、子供の権利などについて独創的な研究を多くした。実践的行動も多く、一連のオウム真理教事件に関連して、当事者に会いに行き、テレビでも多く発言、一橋大学の刑法講座に信者を招くなどの活動をした。また子どもの権利条約に関する活動も多く、国連特別総会日本政府代表団顧問なども務めた。子どもの権利の自己決定論的解釈を批判し、関係論的解釈を主張する。
植松正に研究者になることを勧められ大学院に進学した。指導学生に水谷規男大阪大教授、李茂生国立台湾大学教授、本庄武一橋大学教授、葛野尋之一橋大教授、王雲海一橋大教授、治部れんげ東工大准教授など。

## 学歴
- 1951年 町立野沢小学校卒業（長野県佐久市）
- 1954年 世田谷区立梅ヶ丘中学校卒業
- 1957年 東京都立戸山高等学校卒業
- 1962年 一橋大学法学部卒業（植松正ゼミナール）
- 1966年 一橋大学大学院法学研究科修士課程修了、指導教官植松正[4]
- 1971年 フルブライト奨学生としてハーバード大学に留学
- 1972年 ハーバード大学ハーバード・ロー・スクール修了 修士号（LL.M.）取得
- 1974年 一橋大学大学院法学研究科博士課程単位修得退学、指導教官福田平[5]

## 職歴
- 1972年 ハーバード大学法科大学院研究員（日本法ゼミナール担当）（~1973年）
- 1974年 大阪大学教養部専任講師
- 1976年 大阪大学教養部助教授
- 1983年 一橋大学法学部助教授
- 1984年 一橋大学法学部教授（~2003年）
- 1987年 カリフォルニア大学バークレー校客員教授（~1989年）
- 2003年 山梨学院大学法学部教授（~2009年）

## 社会的活動
- 1996年 第1回子どもの権利条約 市民・NGO報告書を作る会代表（~1998年）
- 2000年 第2回子どもの権利条約 市民・NGO報告書を作る会代表
- 2000年 子どもの権利に関する国連特別総会日本政府代表団顧問
- 2002年 Defence for Children International（DCI）ジュネーブ本部理事

## 著作
- 『刑事法学の総合的検討』有斐閣、1993（編著）
- 『子どもの人権を考える』第三文明社、1997（編著）
- 『日本の社会文化構造と人権』明石書店、2002
- 『「こどもの権利条約」絵事典』PHP研究所、2005（共著）